# Gymnogeophagus lacustris
Gymnogeophagus lacustris es una especie de peces de la familia Cichlidae.

## Morfología
Los machos pueden llegar alcanzar los 14,6 cm de longitud total.

## Distribución geográfica
Se encuentran en Sudamérica: Río Grande del Sur (Brasil ).